# Vigilantisme internet
Le vigilantisme internet est un ensemble d'action de vigilance sur internet (le service de communication ou les fournisseurs d'accès à Internet) ou via des applications qui dépendent de l'Internet (ex: World Wide Web, courriel). Le terme inclut le vigilantisme contre l'escroquerie (plus particulièrement l'escroquerie en ligne), et les crimes et comportements non liés à Internet uniquement.
Certains ont suggéré que le manque de contrôle centralisé d'Internet a favorisé la mise en place d'action de vigilantisme contre certains comportements de la même façon que ces comportements se sont produits à l'origine.

## Méthodes
- Hacktivisme
- Online shaming
- Pédopiégeage
- Renrou sousuo
- Sweetie (avatar internet)

## Exemples d'organisations ou individus le pratiquant
- Anonymous (collectif)
- Creep Catchers
- Croque-escroc
- Google Safe Browsing
- PHAROS (état Français)
- PhishTank
- Signal Spam (France)
- StopHam
- Anti-Phishing Working Group (en)